# Banco Linares
Banco Linares (conocido anteriormente como Banco Regional de Linares) fue una institución financiera chilena ubicada en la ciudad homónima, existente entre 1957 y 1982.

## Historia

### Antecedentes
Los primeros antecedentes sobre la creación de un banco en Linares se remontan a 1933, cuando en la localidad se manifestaban molestias por la presencia de bancos de otras ciudades de la provincia (como por ejemplo el Banco de Talca). El 7 de octubre de 1944 Armeliano Bobadilla Sáenz señalaba que se habían reunido cincuenta mil acciones para fundar el Banco de Linares, expresando que además podían concurrir personas de Longaví, San Javier o Villa Alegre para adquirir las acciones. El 8 de octubre de ese mismo año se había constituido el consejo directivo, del cual Armeliano Bobadilla era su presidente, Arturo Villa Schenone su vicepresidente, y Ernesto Rojas del Campo, Carlos del Campo, Luis Ferrada Pérez, Alberto Camalez, Octavio Silva, Ulises Correa como consejeros, y Alejandro Vivanco como asesor jurídico.
Hacia noviembre de 1948 resurgió el interés por contar con un banco propio, sin embargo, dicha idea no prosperó y debió esperar hasta 1956 cuando es retomada: el 21 de julio de dicho año se reúne un capital inicial de 52 millones de pesos, y entre los socios fundadores se encontraban Juan Chandor, Humberto Pinochet Salgado, Jorge Cata, Emilio Gidi, Rafael Tarud, Segú Hnos, Emilio Gidi, y el entonces presidente de la República Carlos Ibáñez del Campo.

### Banco Regional de Linares
El 26 de octubre de 1957 fue constituido oficialmente el Banco Regional de Linares, y un mes después fue autorizada su existencia por parte de la Superintendencia de Bancos e Instituciones Financieras. El 19 de diciembre de 1957 fue autorizado para iniciar sus operaciones.
El banco fue inaugurado oficialmente el 2 de enero de 1958, abriendo sus puertas al público el 8 del mismo mes con un capital inicial de 100 millones de pesos. El primer directorio del Banco Regional de Linares estaba compuesto por Humberto Pinochet Salgado (presidente), José Ollé Segú (vicepresidente), Kurt Moller Bocherens, José Franzini Segoni, Manuel Tapia Lara, Jorge Costa Canales, Rubén Contreras Contreras, Alejandro Colomer Urrutia, Alejandro González Encina, Bernardo Hiribarren Oyacabal, y Alfonso Baladrón Rodríguez (directores), mientras que su primer gerente fue Hernán Burdiles Medina.
A inicios de los años 1970 el directorio del Banco Regional de Linares estaba compuesto por Fernando Ananías Halabi (presidente, quien había estado en dicho cargo en años anteriores y uno de los principales accionistas a través de su empresa Sedylan S.A.C.), José Ollé Segú (vicepresidente), Alfonso Baladrón Rodríguez, Jorge Batarce Zerené, Ricardo Chocair, Elías Dabanch Neme, Omar Fuentealba Lagos, Bernardo Hiribarren Oyacabal y Arnoldo Martínez-Conde Pleguezuelos (directores).
En 1970 el gobierno de Salvador Allende anunció la estatización de la banca, adquiriendo las acciones de las instituciones financieras a través de la Corporación de Fomento de la Producción (Corfo), sin embargo hacia septiembre de 1973 la Corfo poseía una participación minoritaria dentro de las acciones del banco (13,59%). En agosto de 1976 el banco presentaba un capital y reservas de 9 millones de pesos de la época, y depósitos por 14 millones de pesos. Su presidente en aquel momento era Rolando Halabi Nazar, y su gerente general Abraham Leal Navarrete.
A inicios de los años 1980 el presidente del Banco Regional de Linares era Juan Pablo de la Jara Goyeneche, y su gerente general Fernando Córdova de Pablo, presentando a la vez un capital y reservas de 189 millones de pesos de la época, y depósitos por 696,9 millones de pesos. El 3 de agosto de 1981 fue aprobado el cambio de nombre de la entidad, pasando a denominarse Banco Linares. El Ministerio de Hacienda anunció la intervención del banco —así como también la de los bancos de Talca, de Fomento de Valparaíso y Español-Chile— el 30 de octubre de 1981, haciéndose efectiva dicha medida el 2 de noviembre del mismo año. El 15 de abril de 1982 se revocó la autorización de existencia del banco y fue declarado en liquidación luego de constatarse diversas infracciones a la Ley de Bancos.